# Robert Bertholf
Robert J. Bertholf, né le 5 novembre 1940 et mort le 19 février 2016 à Austin (Texas), était un conservateur de bibliothèque, essayiste, critique littéraire et un directeur de collection américain et un professeur d’université.

## Biographie
Robert John Bertholf a grandi à Wakefield dans le Massachusetts, puis à  Troy dans l'État de New York. Après ses études secondaires il est accepté par le Bowdoin College, après y avoir obtenu son baccalauréat universitaire (licence), il passe son Master of Arts ainsi que son doctorat (Ph.D.) à l'université de l'Oregon.
À partir de 1968 jusqu'en 1979, il enseigne à l'université d'État de Kent dans l'Ohio. Parallèlement, il crée la revue culturelle Credences, qui paraîtra de 1975 à 1985.
En 1979, il est nommé conservateur de la Poetry and Rare Books Collection de l'université d'État de New York à Buffalo, il tiendra son poste jusqu'en 2005.
Il se fait connaître par des études consacrées aux œuvres de Robert Duncan, Denise Levertov, Lorine Niedecker, Joel Oppenheimer.
Il fut membre de diverses sociétés littéraires : la Wallace Stevens Society, la Melville Society et d'une association de bibliophiles le Grolier Club.

## Œuvres

### Essais
- Theodor Enslin[10], éd. Alexander Rare Books, 2017,
- Remembering Joel Oppenheimer, éd. Talisman House, Publishers, 2005
- Jess, a Grand Collage, 1951-1993, coécrit avec Michael Auping et  Michael Palmer, éd. Buffalo Fine Arts Academy, 1993,
- Martha Visser't Hooft, Inscribed by the author, coécrit avec Robert J., Michaels, éd. Poetry/Rare Books Collection, 1991,
- Robert Duncan: A Descriptive Bibliography, éd. Black Sparrow Press, 1986,
- William Blake and the Moderns, éd. State University of New York Press, 1983.

## Éditions

### Catalogues d'exposition
- Perishable Press Limited, a retrospective exhibition 1964-2003, éd. The Grolier Club, 2003,
- Sheldon Berlyn[11]: Three Decades of Painting 1958-1990, éd. The University of Buffalo, 1990,
- A Descriptive Catalog of the Private Library of Thomas B. Lockwood[12], éd. State University of New York, 1983,

### Éditeur, directeur de collections (sélection)
- Imagining Persons: Robert Duncan's Lectures on Charles Olson, éd. University of New Mexico Press, 2017,
- The Correspondence of Robert Duncan and Charles Olson, éd. University of New Mexico Press, 2017,
- Robert Duncan and Denise Levertov: The Poetry of Politics, the Politics of Poetry, co-édité avec Albert Gelpi, éd. Stanford University Press, 2006,
- The Letters of Robert Duncan and Denise Levertov, éd. Stanford University Press, 2003,
- Collected Later Poems of Joel Oppenheimer, éd. State University at Buffalo Poetry Rare, 1998,
- Selected Poems by Robert Duncan, éd. New Directions, 1997,
- A Great Admiration: H.D./Robert Duncan Correspondence 1950-1961, éd. Lapis Press, 1991,
- Julian Stanczak: Decades of Light, éd. State University at Buffalo Poetry Rare, 1990,
- From This Condensery: The Complete Writing of Lorine Niedecker, éd. Jargon Society, 1985.

## Prix
- 2003 : Co lauréat du Morton N. Cohen Award for a Distinguished Edition of Letters Winners, avec Albert Gelpi[13]